# Stenoptilia bandamae
Stenoptilia bandamae là một loài bướm đêm thuộc họ Pterophoridae. Nó được tìm thấy ở Bờ Biển Ngà.